# 環境生命部隊

ELF的標誌

環境生命部隊(Environmental Life Force,ELF)，是第一個使用縱火與爆炸來阻止破壞生態行為的激進環境主義組織，由於地球解放陣線縮寫亦為ELF，因此環境生命部隊又稱為原始ELF。
1977年由約翰·漢納（John Hanna）成立於美國，早期行動範圍在北加州以及奧勒岡州。哲學觀與十五年之後才成立的地球解放陣線相似，但是雙方並未正式接觸；但與創立地球优先！的戴夫·佛曼在1980年代有過正式聯繫。